# Шожма
Шо́жма — река в Няндомском районе Архангельской области.
Протекает по территории Шалакушского сельского поселения. Принадлежит к бассейну Белого моря. Длина реки — 54 км. У посёлка Шипаховский реку пересекает железнодорожный мост ветки «Обозерская — Коноша» Северной железной дороги. От истока до станции Шожма река течёт с юга на север, затем поворачивает на восток. Впадает в реку Моша (приток Онеги).